# Полівська сільська рада (Дергачівський район)
Полі́вська сільська́ ра́да — адміністративно-територіальна одиниця та орган місцевого самоврядування в Дергачівському районі Харківської області. Адміністративний центр — село Дворічний Кут.

## Загальні відомості
- Полівська сільська рада утворена в 1964 році.
- Територія ради: 57,14 км²
- Населення ради: 2 773 особи (станом на 2001 рік)
- Територією ради протікає річка Уда.

## Населені пункти
Сільській раді підпорядковані населені пункти:
- с. Дворічний Кут
- с-ще Григорівка
- с-ще Південне
- с. Польова

## Склад ради
Рада складається з 16 депутатів та голови.
- Голова ради: Токаренко Інга Валеріївна
- Секретар ради: Гаврюшенко Віра Василівна

### Керівний склад попередніх скликань
| Прізвище, ім'я, по батькові | Основні відомості                                                         | Дата обрання | Дата звільнення |
| --------------------------- | ------------------------------------------------------------------------- | ------------ | --------------- |
| Кривун Ілля Федорович       | Сільський голова, 1958 року народження, безпартійний                      | 26.03.2006   | 31.10.2010      |
| Токаренко Інга Валеріївна   | Сільський голова, 1973 року народження, освіта вища, член Партії регіонів | 31.10.2010   |                 |

Примітка: таблиця складена за даними сайту Верховної Ради України

### Депутати
За результатами місцевих виборів 2010 року депутатами ради стали:

#### За суб'єктами висування
| Суб'єкт висування | Кількість обраних депутатів | %    |
| ----------------- | --------------------------- | ---- |
| Партія регіонів   | 14                          | 87,5 |
| Самовисування     | 2                           | 12,5 |

#### За округами
| № округу        | Прізвище, ім'я, по батькові       | Дата визнання обраним | Освіта             | Партійна приналежність | Відомості про обраного депутата                                   |
| --------------- | --------------------------------- | --------------------- | ------------------ | ---------------------- | ----------------------------------------------------------------- |
| Партія регіонів |                                   |                       |                    |                        |                                                                   |
| 2               | Удянський Василь Петрович         | 02.11.2010            | середня спеціальна | позапартійний          | Дергачівське Лісничество, майстер                                 |
| 3               | Марченко Світлана Олексіївна      | 02.11.2010            | середня спеціальна | позапартійна           | Полівська сільська бібліотека, бібліотекар                        |
| 4               | Лабунська Ірина Володимирівна     | 02.11.2010            | вища               | позапартійна           | Полівська сільська рада, спеціаліст II категорії                  |
| 6               | Цибань Валентина Михайлівна       | 02.11.2010            | середня спеціальна | позапартійна           | ПП «Ритуальні послуги», приватний підприємець                     |
| 7               | Сергієнко Андрій Вікторович       | 02.11.2010            | середня            | позапартійний          | Підстанція 110/10 «Залютине-Шпаківка» на АТ «ЗТ КДБК», черговий   |
| 8               | Пономаренко Наталія Андріївна     | 02.11.2010            | вища               | позапартійна           | Полівська сільська рада, головний бухгалтер                       |
| 9               | Гаврюшенко Віра Василівна         | 02.11.2010            | вища               | позапартійна           | Полвська сільська рада, секретар                                  |
| 10              | Довгорученко Валентина Миколаївна | 02.11.2010            | середня            | позапартійна           | тимчасово не працює                                               |
| 11              | Зінченко Михайло Григорович       | 02.11.2010            | середня            | позапартійний          | ТОВ «Пересічанський масло Екстраційний завод», слюсар             |
| 12              | Пономаренко Любов Миколаївна      | 02.11.2010            | вища               | позапартійна           | Дворічнокутанська загальноосвітня школа І-ІІІ ст., директор школи |
| 13              | Шишкіна Наталя Олексіївна         | 02.11.2010            | вища               | позапартійна           | Полівська сільська рада, начальник військово-облікового столу     |
| 14              | Токаренко Валерій Васильович      | 02.11.2010            | середня спеціальна | позапартійний          | Локомативне депо Основа Південної залізниці, слюсар               |
| 15              | Скрипник Ніна Олексіївна          | 02.11.2010            | середня спеціальна | позапартійна           | Дошкільний заклад «Мануїлівський», завідувачка                    |
| 16              | Харченко Ігор Вікторович          | 02.11.2010            | середня спеціальна | позапартійний          | пенсіонер                                                         |
| Самовисування   |                                   |                       |                    |                        |                                                                   |
| 1               | Зей Наталія Василівна             | 02.11.2010            | середня            | позапартійна           | Полівська сільська рада, рахівник                                 |
| 5               | Шафоростов Микола Васильович      | 02.11.2010            | вища               | позапартійний          | Аптека № 3 смт. Пересічне, завідувач                              |